# Mierda de artista
Mierda de artista (Merda d'artista en italiano) es el título de una obra del polémico artista conceptual Piero Manzoni, expuesta por primera vez el 12 de agosto de 1961, en la Galleria Pescetto, de Albissola Marina, Italia.

## Descripción
Se trata de una mordaz crítica del mercado del arte, en el que la simple firma de un artista con renombre produce incrementos irracionales en la cotización de la obra; es una manifestación del épater le bourgeois del arte de vanguardia. Consiste en 90 latas cilíndricas de metal de cinco centímetros de alto y un diámetro de seis centímetros y medio que contienen, según la etiqueta firmada por el autor, Mierda de artista. Contenido neto: 30 gramos. Conservada al natural. Producida y envasada en mayo de 1961. Este texto se encuentra escrito en el lateral de cada una de ellas en diversos idiomas (inglés: Artist's Shit, francés: Merde d’artiste, italiano: Merda d’artista, y alemán: Künstlerscheiße). Todas están además numeradas y firmadas en la parte superior.

Satirizaba el mercado del arte, el culto al artista, el consumismo y el derroche. El artista también estaba ofreciendo un nuevo artículo de producción en masa con un nuevo empaque (que él creó usando papel café o periódico y cuerda, sellado con cera roja y un sello de metal con su nombre). En aquel entonces los artistas pop explotaban al máximo los empaques, y la decisión de Manzoni de valorar tan altamente su excremento hizo una clara referencia a la tradición del arte visto como una mercancía glorificada, enfatizando la idea de que cualquier cosa con la firma de un artista se convertía en algo valioso, sin importar su contenido.
Susie Hodge, Por qué un niño de cinco años no pudo haber hecho esto. El arte moderno explicado. Altea y Ediciones Generales Santillana. 2014.

Se pusieron a la venta al mismo valor que entonces tenían treinta gramos de oro, y hoy en día su precio alcanza cifras de cuatro y cinco dígitos en euros, en las pocas ocasiones en que alguna de ellas sale a la venta o a subasta, alcanzando la cifra más alta en una subasta de Milán, con 275 000 euros.
Pasados más de treinta años de la muerte del autor, su amigo Agostino Bonalumi reveló que las latas contienen solo yeso, en un artículo publicado por el diario italiano Il Corriere della Sera. Sin embargo, parece que ninguna ha sido abierta, pues al hacerlo su valor disminuiría gravemente, por lo que se sigue especulando sobre su contenido. Además, al ser de acero, no se pueden hacer radiografías ni escaneos.